# 2S5 Hyacint
2S5 Hyacint je sovětský, resp. ruský samohybný kanón, jehož počátky spadají do konce 60. let 20. století. Sériová výroba stroje začala v roce 1976.
Stroj je osazen kanónem 2A36 ráže 152 mm, manipulace s náboji obstarává karuselový podavač. Samohybné dělo je vybaveno mechanickým zaměřovačem D725-46 s dělostřeleckým panoramatem PG-1 M a optickým zaměřovačem OP4M-91 A. Přechod z pochodové pozice do bojové trvá 3 minuty. Využívá podvozek upravený z raketového systému země-vzduch 2K11 Krug s dobrou průchodností terénem a může nést 30 nábojů ráže 152 mm s dosahem 28 kilometrů nebo 33-40 kilometrů s projektily s pomocí raket. 

## Další technické údaje
- rychlost střelby: 5-6 ran/min
- náměr: od -2,5 do +58°
- odměr: +/-15°

## Uživatelé

### Současní
Bělorusko120 
 Eritrea13
 Etiopie80 
 Rusko
- Armáda: 399 ks (+500 ve skladech)
- Námořnictvo : 170 ks (+další uskladněny)

Nejméně 2 ukrajinské Giatsint-S byly zajaty ruskými silami během ruské invaze na Ukrajinu.
 Ukrajina22-25, v lednu 2022. Nejméně šest houfnic bylo zajato ukrajinskými silami od ruských sil během ruské invaze na Ukrajinu.

### Dřívější
Bělorusko (1991)
Přechodná vláda v Etiopii
 Sovětský svaz
 Finsko
- Finská armáda: známé jako 152 TELAK 91. 18 kusů.